# Thysananthus montanus
Thysananthus montanus là một loài Rêu trong họ Lejeuneaceae. Loài này được Gradst., X.-L. He & Piippo mô tả khoa học đầu tiên năm 2002.